# نادي العبيدية
 نادي شباب العبيدية هو نادي كروي فلسطيني تأسَّس عام 1981، ويُمثّل منطقة العبيدية في بيت لحم. يُشرف على قيادة النادي في الوقتِ الحالي المدرب مؤيد أبو كشك فيما يرأسهُ الفلسطيني محمد أبو سرحان ويُنافس في عدّة منافسات على رأسها الدوري الفلسطيني الممتاز للضفة الغربية حيث صعد لأول مرة لدوري المحترفين في عام 2023.

## التاريخ
صعد نادي شباب العبيدية لدوري المحترفين بعد فوزه بدوري الدرجة الأولي للأندية الضفة الغربية موسم 2022–23 بعدما لعب الفريق في 22 مباراة، حقق الانتصار في 16 مباراة، وتعادلَ في ست، ولم يتعرَّض لأي هزيمة، أحرز 54 هدفا.
يعتبر نادي شباب العبيدية ثاني فريق من بيت لحم يشارك في دوري المحترفين بعد نادي ترجي واد النيص.

## الألقاب
- بطل دوري الدرجة الأولي للأندية الضفة الغربية موسم 2022–23.[5]